# Пітер Д. Врум
Пітер Дюмонт Врум (12 грудня 1791 — 18 листопада 1873) — американський політик, член Демократичної партії США, дев'ятий губернатором штату Нью-Джерсі (обіймав посаду два терміни протягом 1829—1832 та 1833—1836 років), а також був членом Палати представників Сполучених Штатів протягом одного терміну з 1839 до 1841 рік.

## Раннє життя
Пітер Дюмонт Врум народився в містечку Гіллсборо Тауншип, штат Нью-Джерсі (США) в сім'ї полковника Пітера Дюмонта Врума (1745—1831), який представляв округ Сомерсет як депутат (1790–1791, 1794–1796 та 1811–1813) і в Законодавчій раді від 1798—1804 як федераліст.
Молодший Пітер Врум закінчив Колумбійський коледж у Нью-Йорку в 1808 році. Згодом вивчав право в Сомервільській академії, після чого отримав на адвокатську діяльність у 1813 році.

## Політика

### На державній службі
Врум був членом Генеральної асамблеї Нью-Джерсі з 1826 по 1829 рік. Потім він обіймав посаду губернатора штату Нью-Джерсі з 1829 по 1832 та з 1833 по 1836 роки. На посаді губернатора Врум підтримав створення залізниці Камден і Ембой і каналу Делавер і Рарітан .
У 1838 році Пітер Д. Врум був одним із п'яти кандидатів від Демократичної партії до Конгресу, які взяли участь у суперечці про війну широких печаток . Спірні результати виборів змусили Палату представників США оскаржити кандидатів від вігів, підтверджених губернатором Вільямом Пеннінгтоном. Після тривалої боротьби Врум та чотири інших представників від Демократичної партії США стали конгресменами замість вігів від штату Нью-Джерсі. Пітер Д. Врум програв під час виборів у 1840 році..

### Дипломатична діяльність
Потім Пітер Д. Врум був делегатом Конституційного конвенту штату Нью-Джерсі в 1844 році. Він був призначений президентом Франкліном Пірсом Посланником Сполучених Штатів у Пруссії, і перебував на цій посаді з 4 листопада 1853 по 10 серпня 1857 року.

## Смерть і спадок
Пітер Дюмонт Врум помер Трентоні, штат Нью-Джерсі, і був похований у сімейному склепі Дюмонтів біля Рівер-роуд у містечку Гіллсборо Тауншип, штат Нью-Джерсі

У Трентоні на його честь названа вулиця — вулиця Врум.